# Macraucheniidae

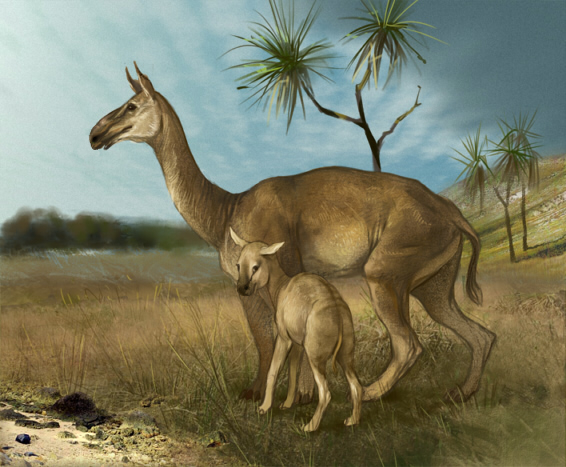
Macrauchenia patachonica

Macraucheniidae – rodzina wymarłych ssaków należących do kopytnych. Zamieszkiwały Amerykę Południową.
Budowa ich kości nosowych sugeruje, że posiadały one trąbę. Ich kopyta przypominały te spotykane u dzisiejszych nosorożców. Zwierzęta te posiadały prosty staw pomiędzy stopą i golenią, a także po 3 palce na kończynę. W związku z tym prawdopodobnie były zdolne do szybkich zmian kierunku w czasie biegu, np. ucieczki przed drapieżnikiem takim, jak olbrzymie ptaki Phorusrhacidae czy też szablozębne koty (Smilodon).
Uważa się, że stworzenia te żyły w dużych stadach, co czyniło je bezpieczniejszymi od ataków drapieżców, a także ułatwiało znalezienien odpowiedniego partnera do rozrodu.

## Historia naturalna
Najbardziej znany rodzaj, Makrauchenia, w zapisie kopalnym pojawiła się w miocenie, około 7 MLT. Być może powstała ona z takich form jak Theosodon czy Promacrauchenia. Notoungulaty i litopterny były dwiema starymi grupami kopytnych specyficznych dla Ameryki Południowej. Wiele z ich gatunków wymarło w czasie wielkiej wymiany po połączeniu się obu Ameryk po pojawieniu się Przesmyku Panamskiego, kiedy to konkurencję z nimi rozpoczęły ssaki, w tym także ungulaty, z Ameryki Północnej. Nielicznymi, którzy przetrwali, była m.in. właśnie makrauchenia, a poza nią także Windhausenia czy też takie ungulaty jak Toxodon oraz Mixotoxodon. Ostatnie kopytne pochodzące z Ameryki Południowej zakończyły swój byt z końcem plejstocenu, podobnie jak wiele przedstawicieli fauny północnoamerykańskiej mamuty, tygrysy szablozębne etc. Nie można wykluczyć udziału człowieka w wyginięciu najpóźniejszych gatunków. Być może rodzaj Macrauchenia był ostatnim w swojej grupie i jego wyginięcie oznaczało koniec linii.

## Podrodziny i rodzaje
Podrodzina Cramaucheniinae
- Caliphrium
- Coniopternum
- Cramauchenia
- Notodiaphorus
- Phoenixauchenia
- Pternoconius
- Theosodon

Podrodzina Macraucheniinae
- Cullinia
- Macrauchenia
- Macrauchenidia
- Oxyodontherium
- Macraucheniopsis (=Macrauchenia?)
- Mesorhinus (=Oxyodontherium?)
- Oxyodontherium
- Paranauchenia
- Promacrauchenia (=Macrauchenia?)
- Pseudomacrauchenia (=Promacrauchenia?)
- Scalabrinia (=Scalabrinitherium?)
- Scalabrinitherium
- Windhausenia
- Xenorhinotherium

Podrodzina Sparnotheriodontinae
- Decaconus
- Guilielmofloweria
- Megacrodon
- Oroacrodon
- Periacrodon
- Phoradiadius
- Polymorphis
- Victorlemoinea (=Sparnotheriodon?)

## W kulturze
Makrauchenia wystąpiła m.in. w piątym odcinku serialu "Wędrówki z bestiami" opowiadającym o polujących na nie szablozębnych kotach.